# Општина Рогова
Општина Рогова (рум. Rogova) је сеоска општина у округу Мехединци у западној Румунији.

## Демографија
Општина Рогова имала је на попису 2011. године имала 1.359 становника што је за 90 (6,21%) мање у односу на 2002. када је на попису било 1.449 становника.
| Етнички састав према попису из 2011.‍ | Етнички састав према попису из 2011.‍ | Етнички састав према попису из 2011.‍ | Етнички састав према попису из 2011.‍ | Етнички састав према попису из 2011.‍ |
| ------------------------------------ | ------------------------------------ | ------------------------------------ | ------------------------------------ | ------------------------------------ |
|                                      |                                      |                                      |                                      |                                      |
| Румуни                               | Румуни                               |                                      | 1.304                                | 95,95%                               |
| Роми                                 | Роми                                 |                                      | 9                                    | 0,66%                                |
| Срби                                 | Срби                                 |                                      | 1                                    | 0,07%                                |
| Непознато                            | Непознато                            |                                      | 45                                   | 3,31%                                |

## Насеља
Општина се састоји из 2 насеља:
- Рогова - село и седиште општине
- Пороиница